# Magnificat (Johann Sebastian Bach)

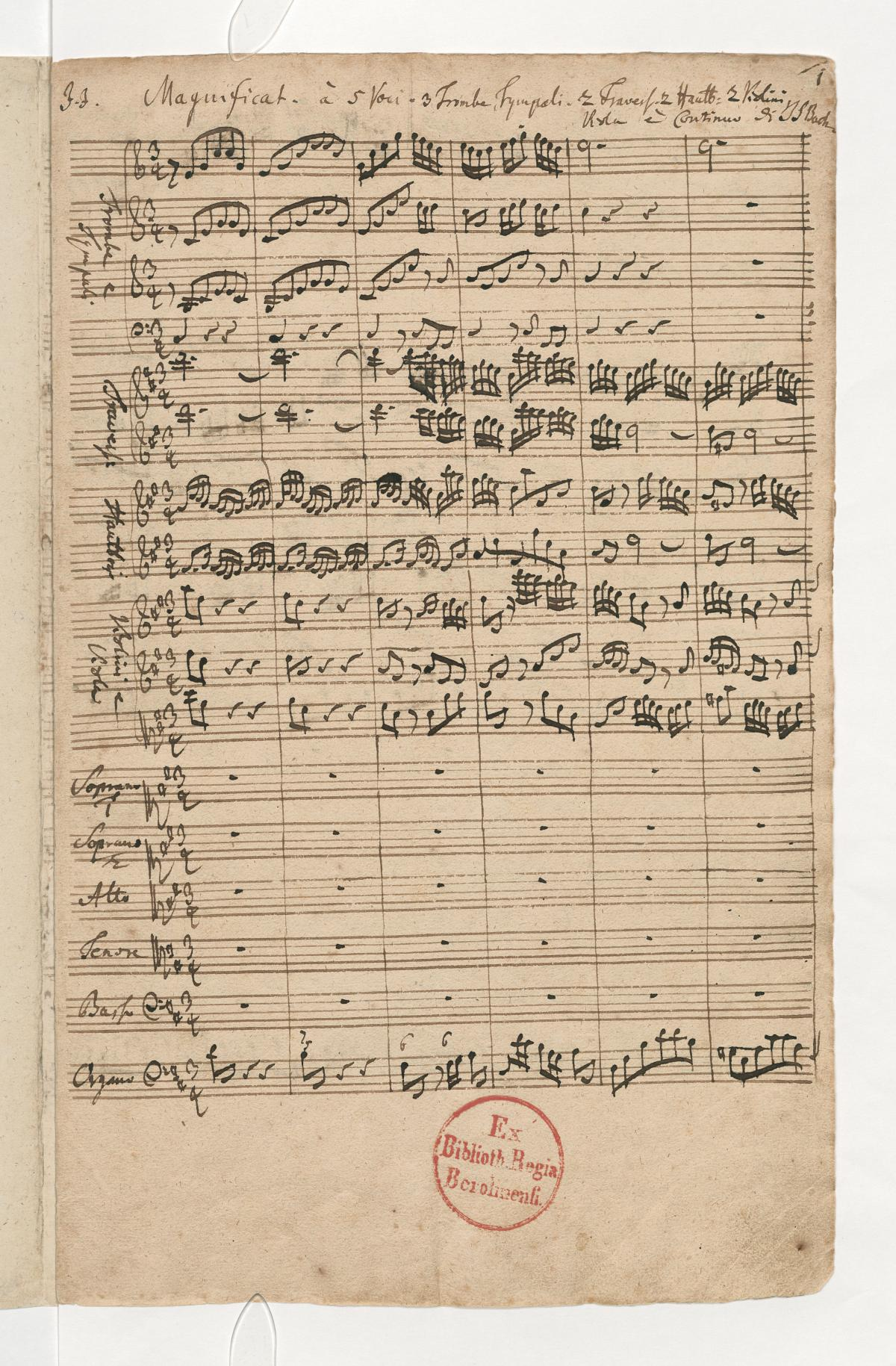
Handschrift van J.S. Bach van het Magnificat in D groot, BWV 243. Eerste bladzijde met de eerste zes maten van het eerste deel "Coro".

Het Magnificat van Johann Sebastian Bach is een muzikale interpretatie van de Bijbelse lofzang van Maria volgens het Evangelie van Lucas. Het werd vermoedelijk voor het eerst uitgevoerd op 2 juli 1723 ter gelegenheid van het feest van Maria-visitatie. Het werk is met de nummers 243a (de versie in Es-groot) en 243 (de versie in D-groot) opgenomen in de Bach-Werke-Verzeichnis.

## Achtergrond
Bach componeerde de eerste versie van het Magnificat (in Es-groot) ter gelegenheid het feest van Maria-visitatie op 2 juli 1723. Hij was toen net Thomascantor in Leipzig geworden. Voor een tweede uitvoering van het werk, voor de vespers van eerste kerstdag op 25 december 1723, voegde Bach er vier Duitstalige hymnes (lauden) aan toe. Deze invoegingen, die het kerstverhaal vertelden, waren een lokaal gebruik en worden wel interpolaties genoemd. De vierde interpolatie is slechts gefragmenteerd bewaard gebleven. Maar omdat de melodie in het vijfde deel van Cantate BWV 110, Unser Mund sei voll Lachens, door Bach is geparodieerd kon het gereconstrueerd worden. De versie met invoegingen kreeg BWV-nummer 243a.
Zeven jaar later transponeerde Bach het stuk van Es naar D en bewerkte hij het op een aantal punten. Zo verving hij de blokfluiten door traverso's en liet hij de aanvankelijk ingevoegde vier kerstliederen weg. Deze definitieve versie is bekend onder BWV 243 en wordt tegenwoordig het meest uitgevoerd. Het is een van Bachs bekendste vocale werken: een groots en veeleisend werk, voor vijf solisten, een vijfstemmig koor en met alle voor Bach destijds beschikbare instrumenten. Het omvat 12 sterk uiteenlopende delen die ongewoon kort zijn. Daardoor duurt het werk in totaal niet meer dan een halfuur.
Het werk wordt gerekend tot Bachs oratoria. Thematisch gezien is het een canticum, een hymne uit de Bijbel.
Bach gebruikte maar zelden een vijfstemmige vocale bezetting. Het Magnificat is hierdoor en door het Latijn verwant aan de Mis in b. Samen met de Lutherse kleine missen en sanctussen zijn het de enige werken die Bach componeerde op Latijnse tekst.
Veel componisten hebben zich toegelegd op een toonzetting van het Magnificat. Dit werk van Bach wordt gezien als het hoogtepunt in dit genre.

## Plaats in de liturgie
In Bachs tijd werd het Magnificat na de vespers op zaterdag en zondagmiddag in het Duits gezongen (Meine Seel erhebt den Herren).
Op de belangrijkste kerkelijke feestdagen (Pasen, Pinksteren, Kerstmis en de drie Maria-feesten) klonk de feestelijke versie in het Latijn, met een koor en orkest in uitgebreide bezetting. De herziene versie uit 1730 kwam daarbij van pas: Bach kon deze gebruiken op meerdere momenten dan alleen met Kerstmis.

## Muzikale bezetting
Het Magnificat is geschreven voor:
- vijf solisten: sopraan I en II, alt, tenor, bas
- een vijfstemmig koor (met dubbele sopraan-partij)

- instrumenten: baroktrompet I/II/III, pauken, traverso I/II (blokfluit in de oude versie), hobo resp. oboe d'amore I/II, strijkers en basso continuo

## Opbouw
De tekst volgt de tien verzen van Lucas 1:46-55. Zoals gebruikelijk in de late barokmuziek lijkt de vorm van het werk op een cantate en is de tekst in meerdere delen verdeeld. Het werk heeft 12 delen. De interpolaties uit de vroege versie zijn aangegeven met de letters A t/m D.
1. Koor: "Magnificat"
2. Aria (sopraan II): "Et exsultavit spiritus meus"
A. Koraalmotet: "Vom Himmel hoch"
3. Aria (sopraan I): "Quia respexit humilitatem"
4. Koor: "Omnes generationes"
5. Aria (bas): "Quia fecit mihi magna"
B. Koor: "Freut euch und jubiliert"
6. Duet (alt, tenor): "Et misericordia"
7. Koor: "Fecit potentiam"
C. Koor: "Gloria in excelsis Deo"
8. Aria (tenor): "Deposuit potentes"
9. Aria (alt): "Esurientes implevit bonis"
D. Duett (sopraan, bas): "Virga Jesse floruit"
10. Terzet (sopraan I/II, alt): "Suscepit Israel"
11. Koor: "Sicut locutus est"
12. Koor: "Gloria Patri" / "Sicut erat in principio"

De eigenlijke lofzang beslaat de eerste elf delen. Elk van de tien verzen van het Lucas-evangelie heeft een eigen deel, met uitzondering van vers 1:48 dat verdeeld is over delen 3 en 4. Deel 12 is de kleine doxologie en vormt een afsluitend gebed. Halverwege dit laatste deel verandert de maatsoort van een vierkwartsmaat in het plechtige Gloria Patri naar een driekwartsmaat in het Sicut erat in principio. Hier laat Bach het beginthema terugkeren in een feestelijke afsluiting.